# Ośrodek Sportu i Rekreacji w Skierniewicach

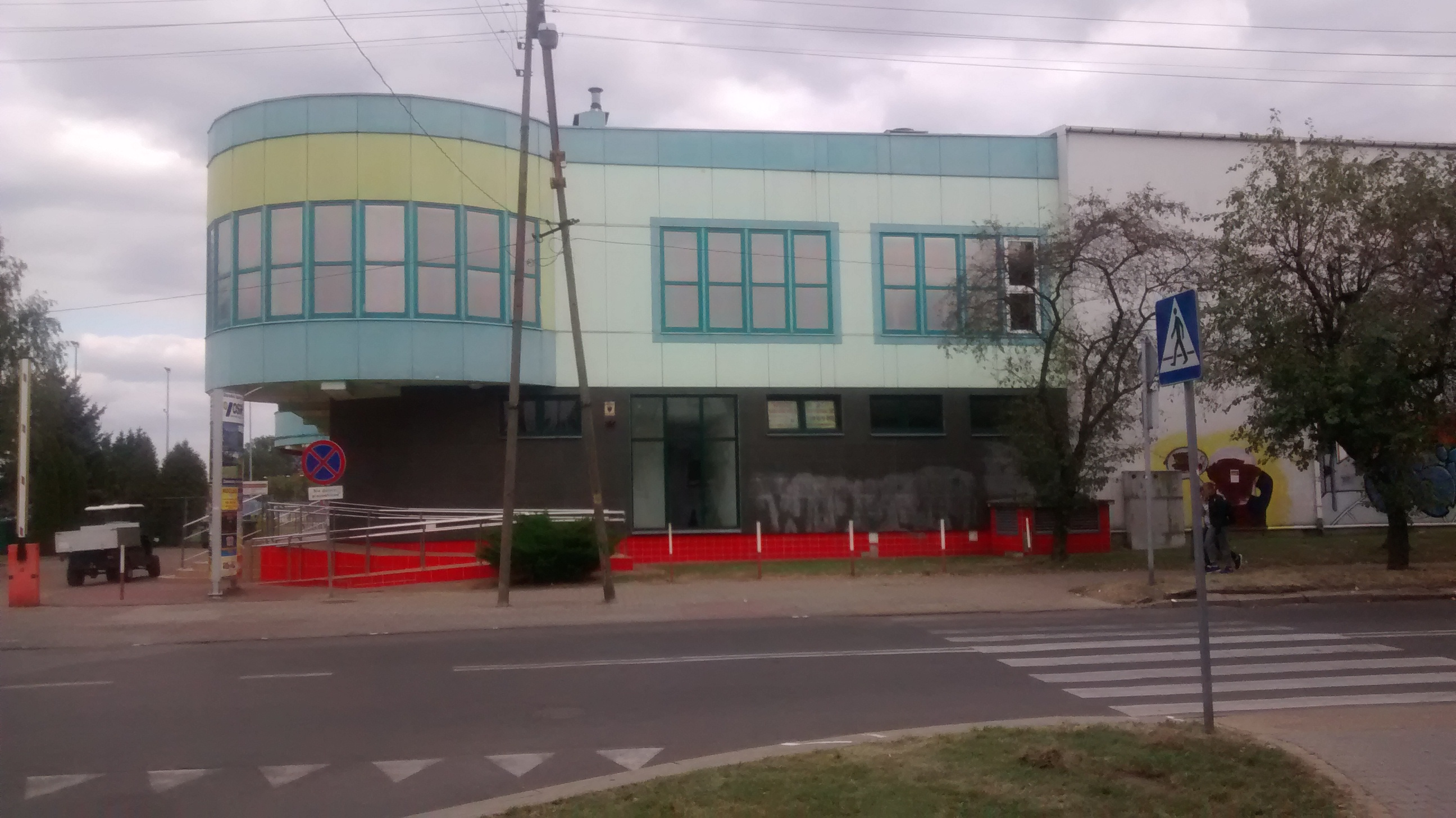
Budynek Sportu i Rekreacji przy ul. Pomologicznej

Ośrodek Sportu i Rekreacji w Skierniewicach (OSiR) – jednostka budżetowa zajmująca się krzewieniem kultury fizycznej, sportu i rekreacji powstała w latach 80. XX wieku w Skierniewicach w województwie łódzkim.
Obecnie Ośrodek Sportu i Rekreacji to spółka z ograniczona odpowiedzialnością z siedzibą przy ul. Pomologicznej 10.

## Obiekty sportowe
- Hala sportowa nr 1
- Hala sportowa nr 2
- Hala sportowa nr 3
- Stadion sportowy ul. Pomologiczna
- Stadion sportowy oś. Widok
- Korty tenisowe
- Pływalnia Miejska Nawa[2]
- Lodowisko (okres zimowy)